# Universität Kassel

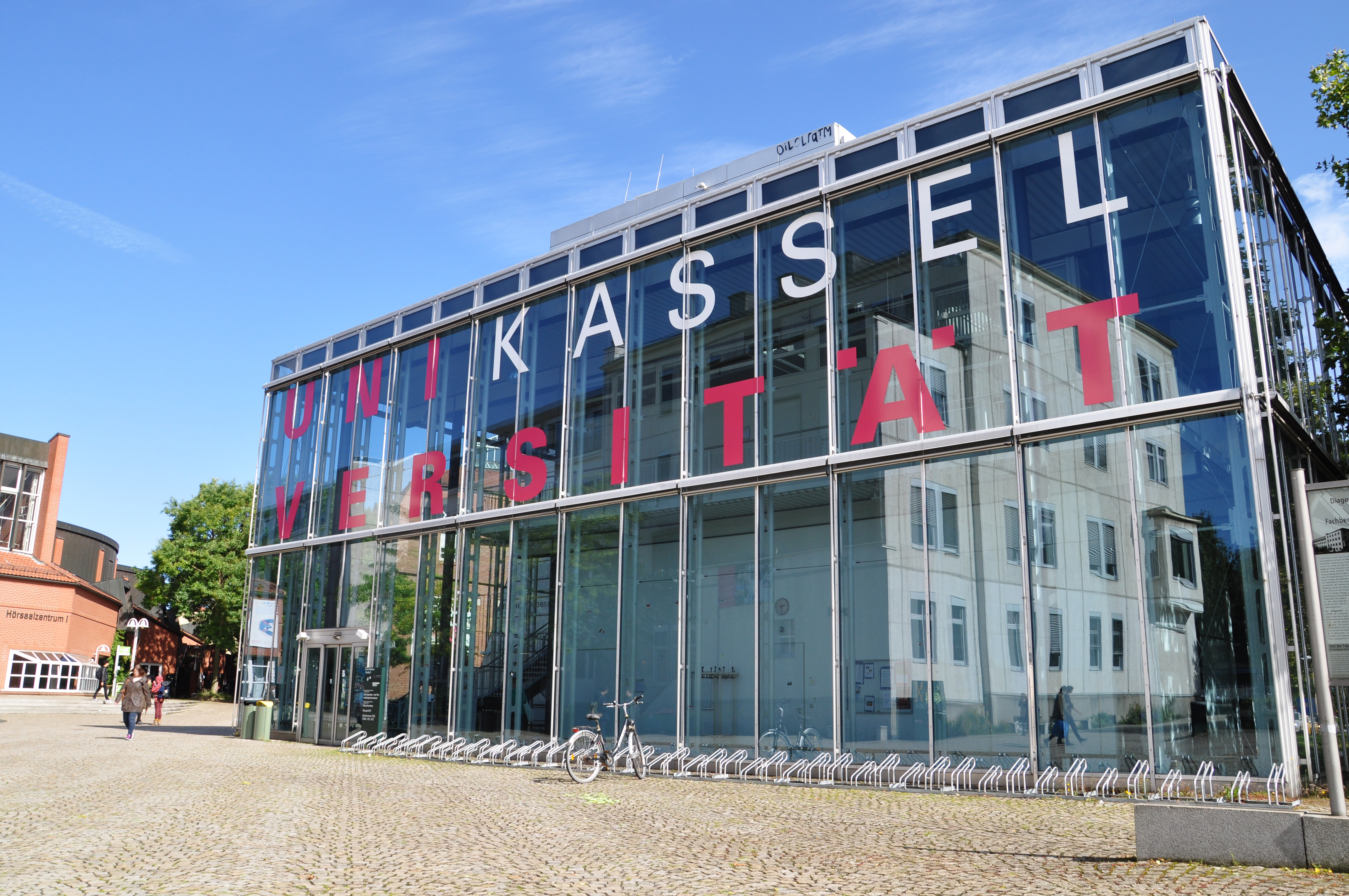
Eingang zum zentralen Campus Holländischer Platz

Die Universität Kassel ist die nördlichste Universität Hessens. Die Gründung erfolgte 1971 als Gesamthochschule Kassel (GhK). Seit 2003 heißt die Hochschule Universität Kassel.
Die Forschung an der Universität ist traditionsgemäß vielfältig und interdisziplinär, z. B. seit 1978 über die unabhängig von den Fachbereichen organisierten Wissenschaftlichen Zentren. Das Forschungsprofil umfasst Schwerpunkte u. a. in Umwelt-, Klima- und Energieforschung, Informationstechnik-Gestaltung, Nanostrukturwissenschaften und Bildungsforschung. 2024 verstärkte die Universität ihren Nachhaltigkeitsschwerpunkt durch neue Studiengänge und ein Institut.
Die Universität Kassel hat neben dem zentralen Campus Holländischer Platz die weiteren Standorte Heinrich-Plett-Straße, Menzelstraße, Wilhelmshöher Allee und Damaschkestraße in Kassel sowie zwei Standorte in der Stadt Witzenhausen. 

## Geschichte der Universität

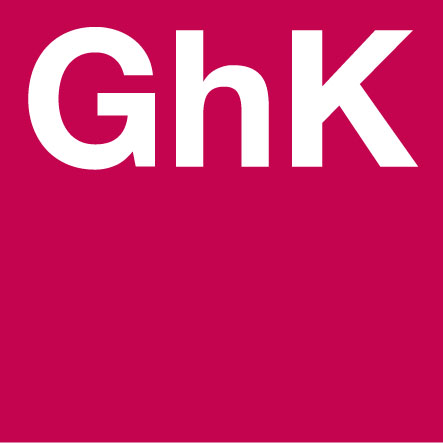
Ursprüngliches Logo der Gesamthochschule Kassel von 1971 bis 2000

Bereits ab 1633 durfte sich Kassel für die nächsten zwanzig Jahre aufgrund der alten Universität Kassel Universitätsstadt nennen, bevor die hessische Landesuniversität aus dem Renthof in das wiedergewonnene Marburg zurückverlegt wurde. Landgraf Friedrich II. gründete 1777 die heutige Kunsthochschule als Akademie der Künste, die nach dem Zweiten Weltkrieg zunächst Werkkunstschule und später Hochschule für bildende Künste (HbK) war, bis sie heute unter dem Namen Kunsthochschule Kassel firmiert.
Auch die 1832 gegründete Höhere Gewerbeschule (Polytechnikum), an der u. a. die Chemiker Heinrich Buff, Friedrich Wöhler und Robert Wilhelm Bunsen lehrten und forschten, und die Baugewerkschule Kassel (später Staatsbauschule Kassel, ab 1963 Staatliche Ingenieurschule) können als Vorläufer der Kasseler Universität angesehen werden. Bereits 1866 gab es Pläne, das Polytechnikum zu einer Technischen Hochschule oder Universität auszubauen; aus Geldmangel konnte das Vorhaben in Kassel nicht realisiert werden (stattdessen wurde 1870 die Technische Hochschule Aachen gegründet).
Erste Forderungen nach Gründung einer Universität in Kassel wurden 1958 laut. Später erfolgte die Gründung einer Bürgerinitiative zur Erreichung dieses Ziels. 1970 beschloss der hessische Landtag die Gründung einer integrierten Gesamthochschule. Das Kasseler Gesamthochschulkonzept beinhaltete die Integration verschiedener Vorgänger-Hochschulformen, hier waren es die Hochschule für Bildende Künste, das Pädagogische Fachinstitut, die Ingenieurschule sowie die Höhere Wirtschaftsfachschule, in einer einzigen Hochschule. Ludwig von Friedeburg, der hessische Kultusminister, gilt als Gründer der Kasseler Gesamthochschule (GhK). Angeregt hatte es Stephan Freiger, damals Dozent am Pädagogischen Fachinstitut Kassel. Am 25. Oktober 1971 wurde der Lehrbetrieb aufgenommen. Gründungspräsidentin wurde ein Jahr später Vera Rüdiger. Die praxisorientierte und experimentelle Schwerpunktsetzung in den gestuften Diplomstudiengängen, die seit 1973 als Kasseler Modell entwickelt wurde, basiert aus dem Zusammenschluss der unterschiedlichen Teilbereiche Kunst, Technik, gesellschafts- und umweltbezogene Disziplinen. Als Reformansatz wurde dies bis in die ausgehenden 1990er Jahre praktiziert.
Der erste gestufte Diplomstudiengang nach dem neuen Kasseler Modell begann 1974. Ein Jahr später wurde Ernst Ulrich von Weizsäcker neuer Präsident der GhK. Der Studiengang Wirtschaftswissenschaften wurde zum Wintersemester 1978 in der damaligen „Organisationseinheit Wirtschaft“, heute Fachbereich 7 (Wirtschaftswissenschaften) eingerichtet. Erster neugebildeter Fachbereich am „Holländischen Platz“ (Hopla) wurde der interdisziplinär ausgelegte Studiengang Architektur, Stadtplanung, Landschaftsplanung (ASL) zu dessen Gründungsgeneration u. a. Lucius Burckhardt, Michael Wilkens und Karl-Heinrich Hülbusch zählen.
Beim 20-jährigen Jubiläum der Hochschule 1991 waren mehr als 16.000 Studenten eingeschrieben. Der Hochschulkonvent beschloss zwei Jahre später die Änderung des Namens in „Universität Gesamthochschule Kassel“. Seit diesem Jahr ist die Uni weiterhin Mitglied der Deutschen Forschungsgemeinschaft. Zum Wintersemester 2001 wurden mit Hilfe externer Sponsoren zwei neue interdisziplinäre Studienangebote eingerichtet: Informatik und Wirtschaftsingenieurwesen. Die Universität feierte am 15. Februar 2002 – dreißig Jahre nach Gründung der Hochschule – ihren ersten Universitätstag. Mit einem Senatsbeschluss fiel 2003 der Namensteil „Gesamthochschule“ weg, die Uni heißt seitdem nun nur noch „Universität Kassel“. Ein Jahr später wurden neue Bachelor- sowie Masterstudiengänge eingerichtet und noch im selben Wintersemester kamen weitere Diplom-Studiengänge wie Mechatronik und Nanostrukturwissenschaften zum Angebot der Universität hinzu. Mit der Modularisierung unter den Rahmenbedingungen des Bologna-Prozesses begann die Vorbereitung von Credit-Point-System und zentraler, automatisierter Studienleistungserfassung.

### Campus Holländischer Platz

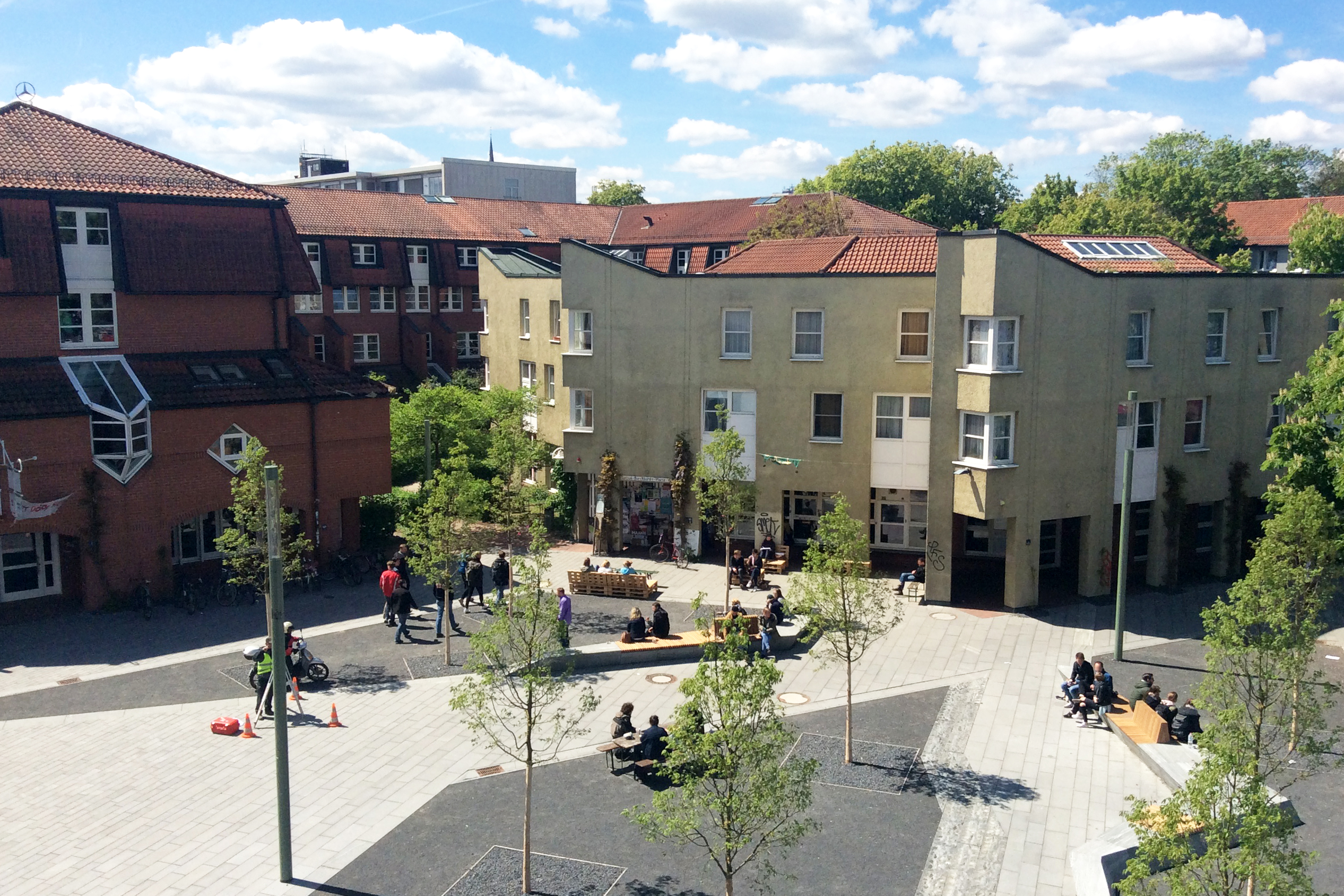
Westlicher Vorplatz des Campus Center

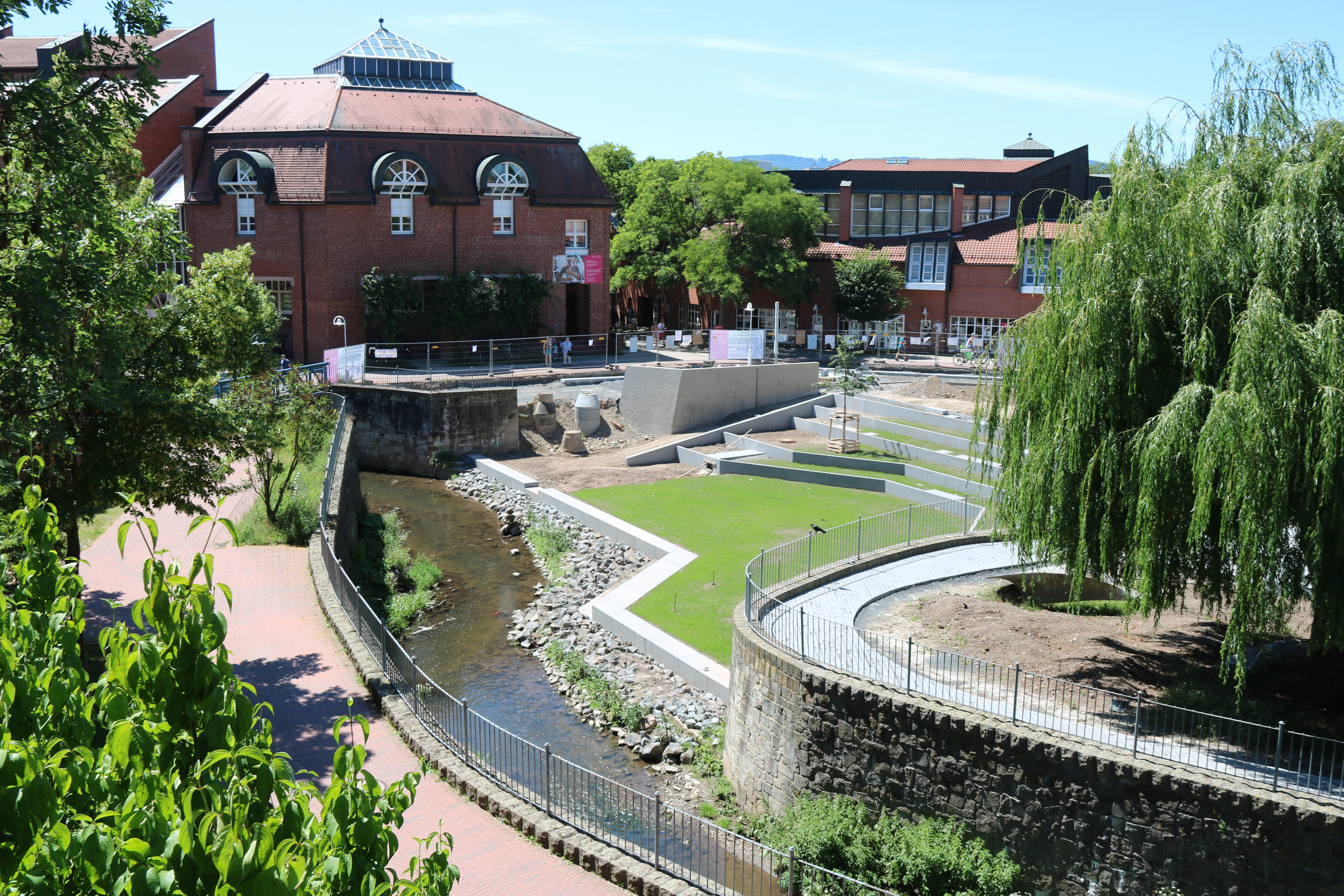
Vorplatz der Zentralmensa an der Ahna

Ebenfalls kennzeichnend für die Neugründung der Hochschule in den 1970er Jahren war die Umnutzung des in unmittelbar nordöstlich der Innenstadt im Stadtbezirk Nord-Holland gelegenen Industriestandorts der 1810 gegründeten Lokomotivfabrik Henschel, die bereits im Verlauf der 1960er Jahre durch die Eingliederung in das Unternehmen ThyssenKrupp abgewickelt worden war. Entgegen vielfacher Bemühungen um einen Erhalt der alten Gebäude auf dem Gelände und deren alternative Umnutzung (Konversion und Transformation) als Hochschule, wurde in einem langwierigen Prozess der heutige Campus Holländischer Platz neu bebaut. In den 1980er und 1990er Jahren wurde der Campus maßgeblich nach Plänen des Stuttgarter Ingenieurbüros Höfler und Kandel ausgeführt.
In der Zeit zwischen 1982 und 1987 wurde auf dem zentralen Campus das Mahnmal „Die Rampe“ der Künstlerin und Bildhauerin E.R. Nele aufgebaut. Es erinnert an Holocaust und Zwangsarbeit und mahnt, der Opfer des Faschismus zu gedenken.
Seit 2011 wird der Campus Holländischer Platz auf Grundlage des 2005 beschlossenen Baustrukturkonzeptes in nördlicher Richtung zwischen Gottschalk-, Moritz- und Mombachstraße erweitert. Ziel ist neben der Schaffung zusätzlicher Studierendenkapazitäten, die Fachbereiche und Einrichtungen von der Heinrich-Plett-Straße in Kassel-Oberzwehren dorthin zu verlegen. Im Jahr 2002 hatte das Land Flächen der ehemaligen Zeltfabrik Gottschalk & Co. erworben. Seit dem Jahr 2008 wurden die Gebäude auf dem Gelände der ehemaligen Unternehmen Henschel (K18 / K19), Gottschalk & Co. sowie Kohlen Koch abgerissen. Die Ergebnisse des zweistufigen städtebaulichen Wettbewerbs sehen als wesentliche Bestandteile auf dem 8,5 Hektar großen Gelände vor allem Neubauten vor, die Bestandsgebäude wurden nur teilweise in der Masterplanung berücksichtigt.
In einem ersten Schritt entstanden ab 2011 ein Hörsaal- und Campus-Center, neue Gebäude für den Fachbereich Architektur Stadtplanung Landschaftsplanung, ein SciencePark für Existenzgründer und universitätsnahe Unternehmen, ein Wohnheim des Studentenwerks und ein Kindergarten. Zudem wurde die Zentralmensa um 400 Plätze erweitert und ältere Gebäude saniert. Für das Bauprogramm stellt das Land Hessen 226 Mio. Euro aus dem HEUREKA-Programm bereit. Weitere Mittel sind in Aussicht gestellt. Noch nicht umgesetzt sind Gebäude für die Naturwissenschaften.

### Campus Oberzwehren
Die Universität Kassel (damals noch Gesamthochschule Kassel) nahm zum Wintersemester 1971/1972 ihren Lehrbetrieb auf, und zwar zum großen Teil in Gebäuden, die zuvor in nur sieben Monaten Bauzeit im Stadtteil Oberzwehren errichtet wurden. Im sogenannten Aufbau und Verfügungszentrum (AVZ) kamen zunächst die neu eingerichteten Lehramtsstudiengänge unter. Das AVZ wurde bis 1978 sukzessive erweitert. Wie der Name andeutet, war das AVZ als Provisorium geplant. Dennoch ist es bis heute in Betrieb und beherbergt vor allem den Fachbereich Mathematik und Naturwissenschaften. Im Zuge des hessischen Hochschulbau-Programms HEUREKA ist allerdings vereinbart, den Standort in den kommenden Jahren aufzugeben und die Fachgebiete an den Campus Holländischer Platz zu verlagern.

### Campus Wilhelmshöher Allee
Die neu gegründete Gesamthochschule übernahm die Gebäude der ehemaligen Staatsbauschule und der Ingenieurschule an der Wilhelmshöher Allee im Stadtteil Wehlheiden. Beide Institutionen gingen in die neue Hochschule auf. Die beiden miteinander verbundenen Gebäude stammen aus den fünfziger Jahren, das Ensemble wurde seitdem immer wieder erweitert. Es enthält reizvolle Sgraffiti der Fünfzigerjahre sowie im Foyer eine Skulptur von Alberto Viani, die auf der Documenta II (1959) gezeigt wurde. Heute ist hier der Fachbereich Elektrotechnik/Informatik untergebracht.

### Campus Menzelstraße
In der Kasseler Südstadt, am Rande der barocken Karlsaue, steht die Kunsthochschule Kassel, die ein teilautonomer Bereich der Universität ist. Sie hat ihre Wurzeln in der Academie de Peinture et de Sculpture, 1777 von Landgraf Friedrich II gegründet, und verweist somit auf die Geschichte der Stadt als landgräfliche und kurfürstliche Residenz. Die Kunsthochschule residiert in zwei sehenswerten 60er-Jahre-Bauten. Der nördliche Teil (Architekt Paul Friedrich Posenenske) wurde für die Staatliche Hochschule der Bildenden Künste gebaut, an der documenta-Begründer Arnold Bode als Professor wirkte. Daran schließt sich der Bau der Werkkunstschule von Johannes Krahn und Josef Lucas an. 1970 wurden die beiden Institutionen vereinigt und gingen anschließend in der heutigen Universität auf.

### Fachbereich Ökologische Agrarwissenschaften in Witzenhausen

Campus Witzenhausen Steinstraße der Uni Kassel

In der etwa 40 Kilometer entfernten Kleinstadt Witzenhausen befindet sich der Fachbereich 11 Ökologische Agrarwissenschaften der Universität Kassel. Er nutzt dort einen Standort im Norden der Stadt sowie im Zentrum ein ehemaliges Kloster der Wilhelmiten, in dem 1898 die Deutsche Kolonialschule (Tropenschule) gegründet worden war, um Menschen für eine Übersiedlung in die deutschen Kolonien landwirtschaftlich auszubilden. Aus dieser ging dann 1957 als Nachfolger das Deutsche Institut für tropische und subtropische Landwirtschaft hervor. Mit der Gründung Universität Gesamthochschule Kassel 1971 wurde die hier vorher ansässige Ingenieurschule für Ausländische Landwirtschaft als Organisationseinheit Internationale Agrarwirtschaft und das Institut Teil der neu gegründeten Universität Gesamthochschule. Auf dem Gelände des Klosters an der Steinstraße befindet sich auch das Tropengewächshaus der Universität, das unter anderem seltene tropische Pflanzen beherbergt (darunter die Oman-Banane).

## Studium und Lehre, Forschung, Wissenstransfer

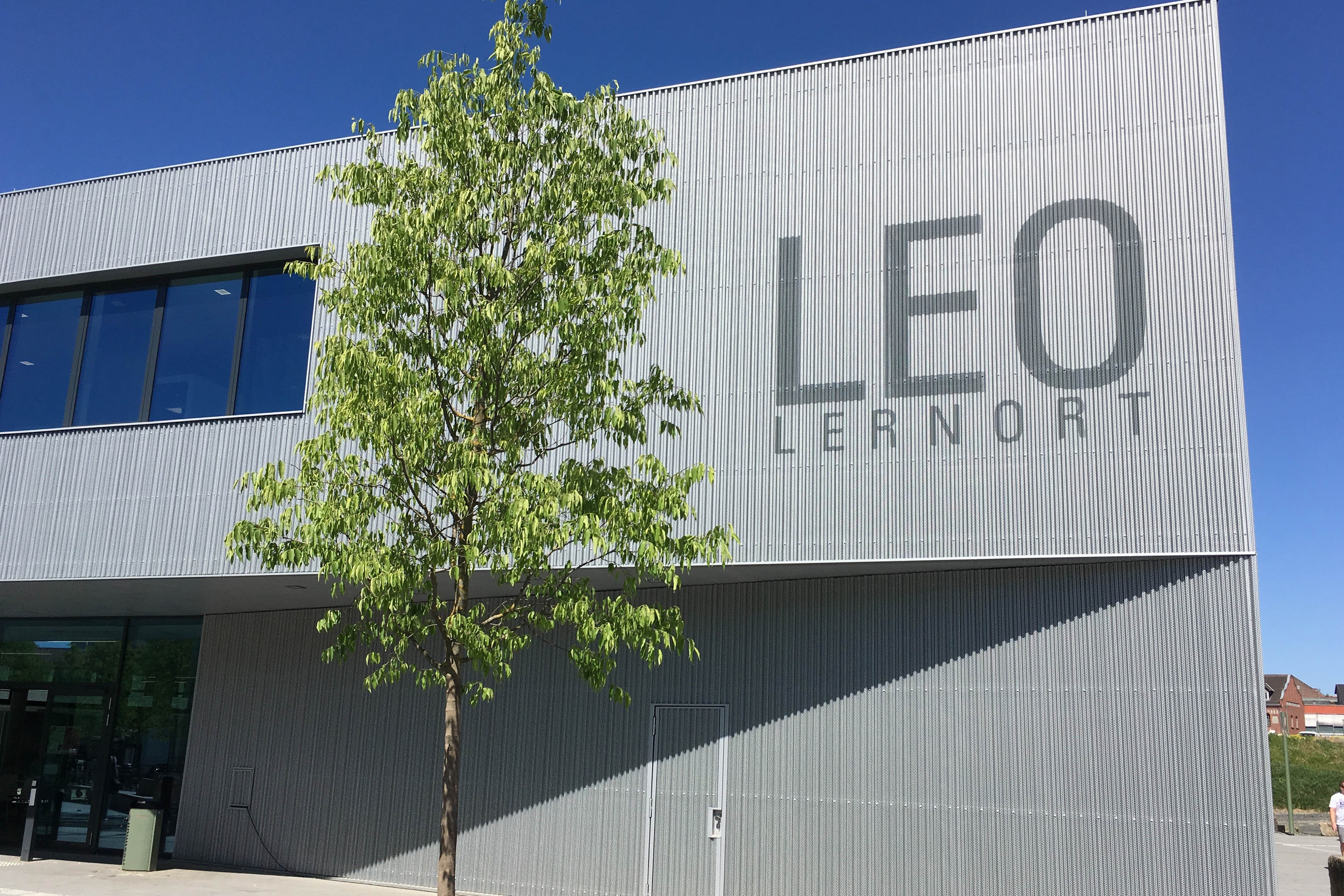
Im Lernzentrum LEO („Lernort“) finden Studenten Platz für Gruppenarbeit und Selbststudium

### Studium und Lehre
Die Universität Kassel bietet über hundert verschiedene Studiengänge in elf Fachbereichen an. Studienanfänger finden Einführungs- und Unterstützungskurse, etwa Mathematik für Wirtschaftswissenschaftler. Die Lehre an der Uni Kassel zeichnet sich traditionell durch einen vergleichsweise hohen Praxis-Bezug aus. So lernen Lehramtsstudierende den Lehreralltag bereits im Grundstudium kennen, während an anderen Universitäten Schulpraktika oft erst gegen Ende des Studiums anstehen. Zudem bildet die Universität Kassel seit dem Wintersemester 24/25 Lehrkräfte für Förderpädagogik aus. Der neue Studiengang ist so konzipiert, dass nicht alleine für einen Einsatz an Förderschulen ausgebildet wird, sondern auch für die Arbeit an Regelschulen mit dem Schwerpunkt Inklusion. In einigen anderen Studiengängen wird zudem besonderer Wert auf das Lernen in Projekten gelegt, die eine stärkere Selbständigkeit der Studenten im Studium, eine Einheit von Lehren und Lernen sowie einen Praxisbezug im umfassenden Sinne anstreben.
Eine Besonderheit stellt das Servicecenter Lehre dar, eine zentrale Einrichtung, die Studenten unterstützt und ihnen bei Bedarf Kompetenzen, beispielsweise im wissenschaftlichen Schreiben, vermittelt. Zugleich schult es Dozenten pädagogisch, was zur Verbesserung der Lehrqualität und zu innovativen Lehrformaten beiträgt. Auch durch die Unterstützung des Servicecenters Lehre ist die Universität Kassel regelmäßig erfolgreich beim bundesweit renommierten Hessischen Hochschulpreis für Exzellenz in der Lehre. Insgesamt gingen in bislang zehn Ausschreibungsjahren 15 Lehrpreise nach Kassel.
Neben der regulären Lehre ist es auch möglich, über Zertifikatsprogramme Wissen aus Bereichen der Frauen- und Geschlechterforschung, der Umweltwissenschaften, der Interkulturellen Kompetenzen und des Projektmanagements zu erlangen.
Seit 2019 bietet die Universität den hessenweit einmaligen Pilotstudiengang plusMINT an. Interessierte studieren hier ein Jahr lang verschiedene MINT-Fächer auf Probe und nehmen erworbene Credits mit in das Studium, für das sie sich schließlich entscheiden. Seit dem Wintersemester 2024 können Bachelor-Studierende ein Hauptfach mit dem neuen Nebenfach Nachhaltigkeitsstudien kombinieren. Ab dem Wintersemester 2025/2026 beginnen neun Bachelor- und Master-Studiengänge mit Nachhaltigkeitsschwerpunkt.
Die Universität Kassel ist Mitglied im Verbund „Digital gestütztes Lehren und Lernen in Hessen“.

### Forschung
Das Forschungsprofil der Universität Kassel ist traditionell breit gefächert. In den letzten Jahren hat die Hochschulleitung zwei Profilschwerpunkte definiert: Materialwissenschaften und Nachhaltige Transformationen. Im Rahmen des Nachhaltigkeits-Schwerpunkts entsteht derzeit das Kassel Institute for Sustainability.
Forschung ist an der Uni Kassel häufig interdisziplinär organisiert. Das gilt insbesondere für die vier wissenschaftlichen Zentren: Das INCHER-Kassel forscht zu Bildung und Hochschulen, das ITeG zur sozialverträglichen Technik-Gestaltung, das Kassel Institute for Sustainability zu Nachhaltigkeitsfragen und das CINSaT zur Nanotechnologie.
Verschiedene Forschungsgruppen koordinieren Forschungsprojekte von überregionaler Bedeutung: Beispielsweise zur veränderten Landnutzung von Megacities, zu Krisen in Lateinamerika sowie Grundlagenforschung zur Chiralität von Molekülen.

### Wissenstransfer
Die Universität Kassel unterstützt Wissenstransfer und Gründerkultur in besonderem Maße. 2013 wurde ihr dafür vom Bundeswirtschaftsministerium das Prädikat „Gründerhochschule“ verliehen. Seit 2015 fördern Stadt und Hochschule Start-Ups im Science Park Kassel auf dem zentralen Campus.
Laut einer Studie aus dem Jahr 2011 gehen etwa 10.000 Arbeitsplätze in der Region Nordhessen direkt auf Ausgründungen aus der Universität zurück. Die Wochenzeitung „Die Zeit“ würdigte die Rolle der Universität für die regionale Wirtschaft 2017 als Vorbild für Hochschulen außerhalb Berlins.

### Besonderheiten
Die Lehre an der Uni Kassel ist vom sogenannten Kasseler Modell, einem Lehrkonzept mit großem Praxisbezug und gestuften Abschlüssen, geprägt, das durch die bei ihrer Einrichtung reformierten Lehramtsstudiengänge, des Projektstudiums in den Studiengängen Sozialwesen und Architektur, Stadtplanung und Landschaftsplanung sowie in der Geschichte als Gesamthochschule begründet ist. In sämtlichen Studiengängen müssen schon recht früh Berufspraktika absolviert werden.
Mit der Stiftungs-Professur zu Werk und Wirkung der Brüder Grimm gibt es in Kassel die einzige Professur Deutschlands, die sich ganz den Germanisten und Märchensammlern widmet. Damit nicht zu verwechseln ist die Grimm-Gastprofessur, die jedes Jahr im Sommersemester an eine Schriftstellerin oder einen Schriftsteller aus dem deutschen Sprachraum geht.
Darüber hinaus besteht seit 1987 eine eingerichtete Gastprofessur zu Ehren des religionstheologischen Bildungsphilosophen Franz Rosenzweig.
Die Kunsthochschule Kassel ist ein teilautonomer Fachbereich der Universität.
Die Hochschule kooperiert mit der Global Labour University und hat damit einen liberal-gewerkschaftlich, betriebswirtschaftlich ausgerichteten Beratungs- und Kompetenzschwerpunkt entwickelt.
Der Fachbereich Bauingenieur- und Umweltingenieurwesen schnitt im CHE-Ranking 2016 bundesweit am besten ab.

### Barrierefreiheit an der Universität Kassel
Bei der Neubebauung in den 1990er Jahren des Campus Holländischer Platz wurden die Belange von Rollstuhlfahrern und Gehbehinderten durch Aufzüge und Behindertentoiletten in vielen Gebäuden berücksichtigt. Zudem gibt es an diesem Campus ein Blindenleitsystem. Im Jahr 2009 wurde die Stelle eines Beauftragten für Studium und Behinderung eingerichtet, um das Konzept „Eine Hochschule für Alle“ umzusetzen. Diese Institution soll das Studium für alle Menschen mit chronischer Erkrankung und Behinderung ermöglichen, um die Barrierefreiheit voranzubringen, damit unter anderem neue Gebäude barrierefreier werden. Daneben ist die Beratung von Prüfungsämtern und Studierenden eine wichtige Aufgabe.

## Studentisches Kulturleben

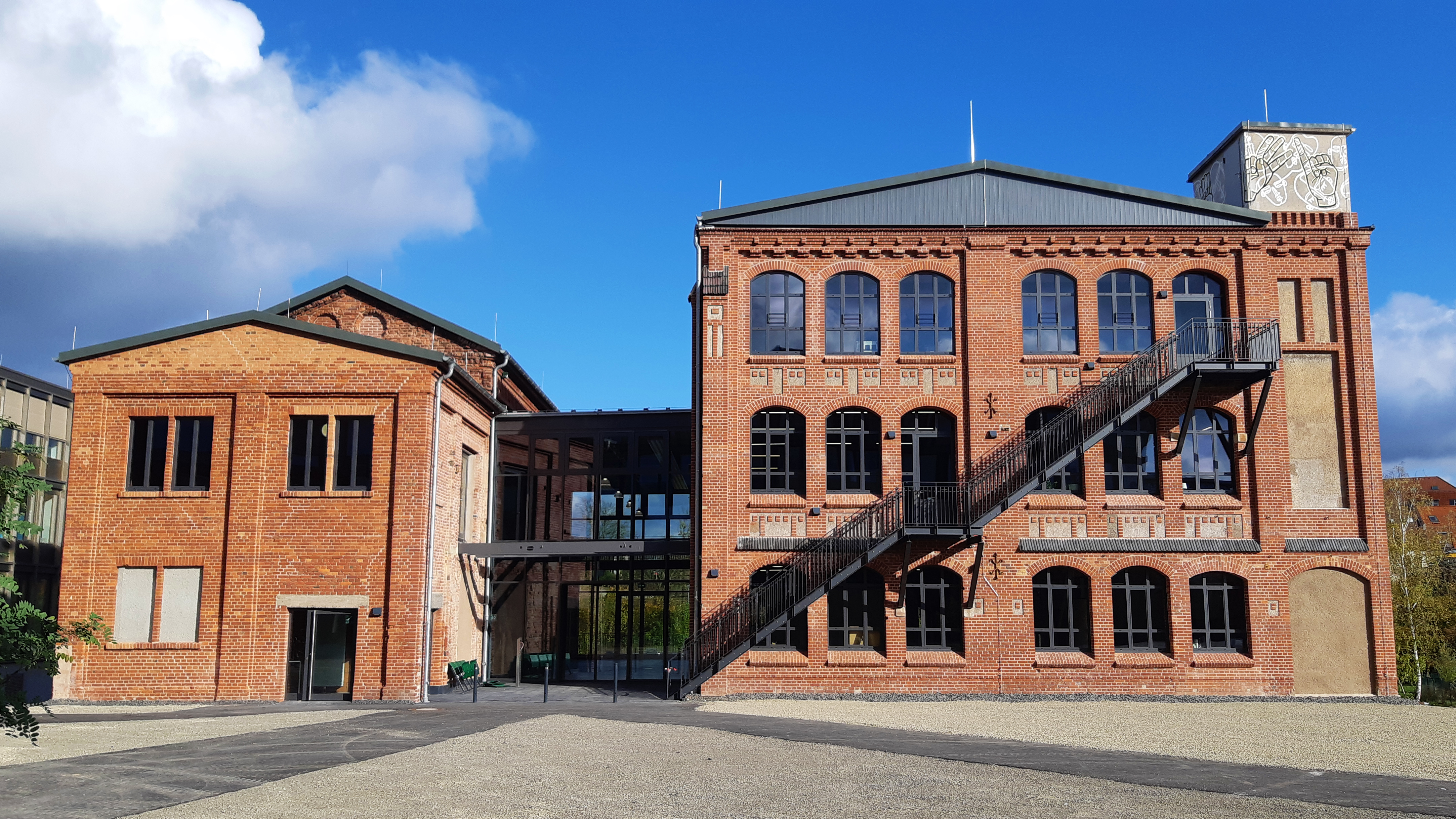
Studierendenhaus auf dem Campus Nord

Im November 2019 bezogen der AStA an der Uni Kassel und weitere studentische Initiativen das sogenannte Studierendenhaus in einem sanierten ehemaligen Industriebau auf dem zentralen Campus. In die Planungen des Umbaus waren Studenten einbezogen. Das Studierendenhaus beherbergt auch das Veranstaltungszentrum „Färberei“. Im Umfeld des Campus Holländischer Platz sowie in der Südstadt in der Nähe der Kunsthochschule sind in den vergangenen Jahren zahlreiche Studenten-Kneipen, Cafés und Galerien entstanden, teils betrieben von Absolventen der Universität.
Neben der studentischen Selbstverfasstheit des StuPas und des AStAs tragen darüber hinaus das Café DesAStA und die Struktur der Autonomen Referate maßgeblich zur Bereicherung studentischen Kulturlebens auf dem Campus und darüber hinaus bei. Seit den späten 1980er Jahren besteht das Autonome Behindertenreferat (ABeR), seit Beginn der 90er-Jahre das Autonome Referat für Frauen und Geschlechterpolitik (FreiRaum) und das Autonome Schwulenreferat (ASR).
Das Studentenwerk Kassel befindet sich in unmittelbarer Nähe des Campus am HoPla mit seinen Einrichtungen und einem Wohnheim. Daneben betreibt es unter anderem die Mensen und Cafeterien an allen Standorten der Universität Kassel. Bei dem von UNICUM.de veranstalteten Wettbewerb „Mensa des Jahres“ konnte das am Campus „Holländischer Platz“ angesiedelte und seit 2021 dauerhaft geschlossene Bistro K10 2010 den dritten und 2011 den zweiten Platz erreichen.
Neben der medium²Plus, die seit einigen Jahren von der verfassten Studierendenschaft herausgegeben wird, gibt die Universität die Hochschulzeitung publik heraus. Nach mehr als dreißig Jahren als Zeitung erscheint die publik seit 2011 im Magazinformat.
Seit dem Wintersemester 2021/2022 gibt es das Theater der Universität Kassel, welches aktuell mit Aufbau und Etablierung eines breiten Angebotes für die theaterinteressierte Studierendenschaft befasst ist.

## Fachbereiche (Fakultäten)
- FB 01 – Humanwissenschaften

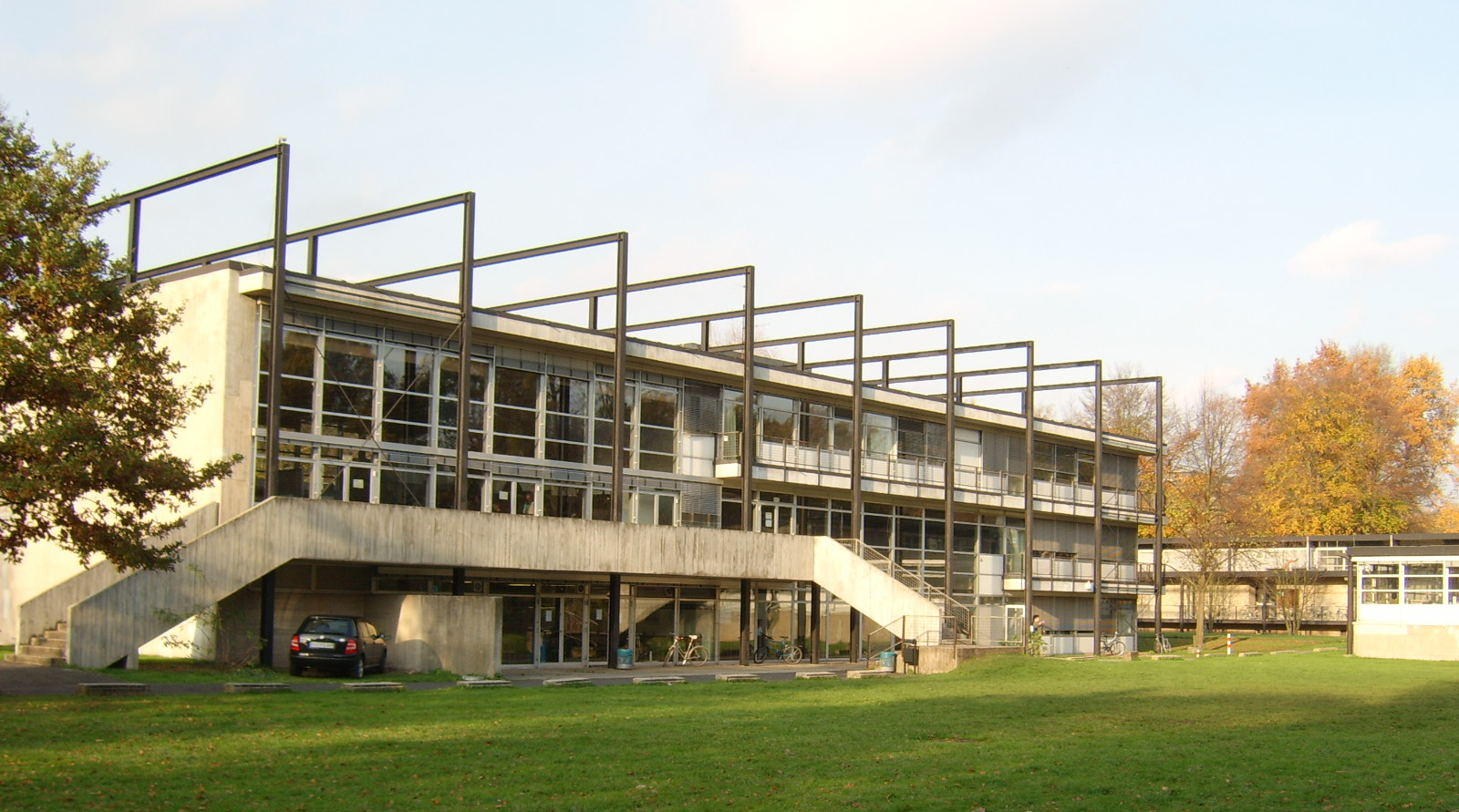
Kunsthochschule Kassel

- FB 02 – Geistes- und Kulturwissenschaften
- FB 05 – Gesellschaftswissenschaften (mit Sportwissenschaften)
- FB 06 – Architektur, Stadtplanung, Landschaftsplanung
- FB 07 – Wirtschaftswissenschaften
- FB 10 – Mathematik und Naturwissenschaften
- FB 11 – Ökologische Agrarwissenschaften
- FB 14 – Bauingenieurwesen und Umweltingenieurwesen
- FB 15 – Maschinenbau
- FB 16 – Elektrotechnik/Informatik
- FB 20 – Kunsthochschule Kassel

## Präsidenten
- 1972–1975: Vera Rüdiger (* 1936)
- 1975–1981: Ernst Ulrich von Weizsäcker (* 1939)
- 1981–1989: Franz Neumann (1935–2019)
- 1989–1999: Hans Brinckmann (* 1934)
- 2000–2015: Rolf-Dieter Postlep (* 1946)
- 2015–2021: Reiner Finkeldey (* 1962)
- seit 2021: Ute Clement (* 1964)

## Einrichtungen und Institute (Auswahl)
- Amtliche Materialprüfungsanstalt (AMPA)
- Centro de Estudios Latinoamericanos (CELA)
- Deutsches Institut für Tropische und Subtropische Landwirtschaft (DITSL), Witzenhausen
- Forschungs- und Lehrzentrum für unternehmerisches Denken und Handeln (Fludh)
- Forschungsverbund für Sozialrecht und Sozialpolitik (FoSS)
- Graduiertenzentrum für Umweltforschung und -lehre (GradZ Umwelt)
- Hessische Staatsdomäne Frankenhausen
- Kompetenzzentrum für Dezentrale Elektrische Energieversorgungstechnik (KDEE)
- Interdisziplinäre Arbeitsgruppe (IAG) Frauen- und Geschlechterforschung[38]
- International Center for Development and Decent Work (ICDD)[39]
- Internationales Zentrum für Hochschulforschung Kassel (INCHER)
- Italien-Netzwerk – rete italiana[40]
- UNIKIMS – die Management School der Universität Kassel, berufsbegleitende/weiterbildende Masterstudiengänge
- UniKasselTransfer
- Wissenschaftliches Zentrum für Informationstechnik-Gestaltung (ITeG)[41]
- Zentrum für empirische Lehr-/Lernforschung (ZELL)
- Zentrum für interdisziplinäre Nanostrukturwissenschaften und Technologie (CINSaT)
- Zentrum für Lehrerbildung
- Zentrum für Umweltbewusstes Bauen (ZUB)
- Kompetenzzentrum für Geschlechterforschung in der Transformation

### Kassel Institute for Sustainability
Der Senat der Universität Kassel beschloss im Juni 2020, als Teil eines Programms des Landes Hessen neue Professuren für ein Nachhaltigkeitszentrum einzurichten. Mit bis zu 17 Professuren, die sich an den 17 Nachhaltigkeitszielen der Vereinten Nationen ausrichten, ist das Institut nach Angaben der Universität in Deutschland einzigartig. Am 15. März 2023 wurde das vierköpfige Direktorium des Kassel Institute for Sustainability formell eingesetzt, was den offiziellen Start des Instituts markierte. Im September waren alle vier Kernprofessuren besetzt, die gleichzeitig den Vorstand des Zentrums bilden.
Das Institut betreibt inter- und transdisziplinäre Nachhaltigkeitsforschung und -lehre, die sich nach eigenen Aussagen normativ-kritisch mit dem Nachhaltigkeitsbegriff beschäftigt. Es will auch lösungsorientiert forschen und neue Nachhaltigkeitsstudiengänge anbieten.

### Archiv
Das Archiv der Universität Kassel wurde bis 2022 als Depositum im Hessischen Staatsarchiv Marburg (Bestände 420 bis 429) aufbewahrt. Es umfasst u. a. das archivwürdige Schriftgut der Zentralverwaltung, der einzelnen Fachbereiche und der Vorgängereinrichtungen, darunter der Werkkunstschule. Anlässlich des 50-jährigen Jubiläums wurde 2021 per Präsidiumsbeschluss ein eigenes Universitätsarchiv als Stabsstelle der Universitätsbibliothek gegründet. Seit 2023 wird das UniArchiv von Peter Wegenschimmel geleitet.

## Weiteres
Die Universität Kassel gehört zu den Gründungsmitgliedern der ersten internationalen Blockchain für die Wissenschaft bloxberg.

## Persönlichkeiten

### Absolventen
- Matthias Berninger (* 1971), Politiker
- Lena Bröder (* 1989), Schönheitskönigin (u. a. Miss Germany 2016)
- Günther Cramer (1952–2015), Gründer von SMA Technologie[53]
- Rüdiger Grube (* 1951), Manager
- Walter Hoffmann (* 1952), Politiker
- Graciette Justo (* 1981), Theaterschauspielerin, Theaterpädagogin und Musikerin
- Dieter Kienast (1945–1998), Landschaftsarchitekt
- Anant Kumar (* 1969), Schriftsteller
- Benjamin P. Lange (* 1978), Psychologe, Kommunikationswissenschaftler und Medienexperte
- Manuel Lösel (* 1965), Schulleiter und Staatssekretär
- Walter Lübcke (1953–2019), Politiker
- Jürgen Mümken (* 1965), postanarchistischer Theoretiker
- Martin Schmitz (* 1956), Verleger
- Klaus Stern (* 1968), Dokumentarfilmer (u. a. Adolf-Grimme-Preis Information & Kultur für Weltmarktführer)
- Bernd Upmeyer (* 1973), Architekt, Urbanist und Chefredakteur der Zeitschrift MONU
- Achim Wilmsmeier (* 1969), Politiker
- Kerstin Wolff (* 1967), Historikerin und Publizistin
- Gerold Wucherpfennig (* 1957), Staatssekretär, Minister, MdL

### Professoren
- Vilmos Ágel (2004), Sprachwissenschaftler und Germanist
- Joseph Alcamo (1996–2017), Umweltwissenschaftler, Direktor des Zentrums für Umweltsystemforschung der Universität Kassel, Chefwissenschaftler des Umweltprogramms der Vereinten Nationen (2009–2013)
- Johannes Anderegg (1971–1978), Germanist, Literaturwissenschaftler
- Wolfgang Ayaß (2007), Historiker und Sozialpolitikforscher
- Inken Baller (1985–1995), Architektin
- Klaus Barner (1971), Mathematiker
- Ingrid Baumgärtner (1994), Historikerin für Mittelalterliche Geschichte
- Walter Blocher Rechtswissenschaftler und Wirtschaftsinformatiker
- Werner Blum (1972), Mathematikdidaktiker
- Hans Manfred Bock (1971–2005), Politikwissenschaftler, Professor für vergleichende Politikwissenschaft
- Hartmut Bossel (1979–1997), Umweltforscher und Systemwissenschaftler
- Sonja Buckel (2013), Politikwissenschaftlerin
- Heinz Bude (2000), Soziologe
- Hans-Jürgen Burchardt (2005), Politikwissenschaftler
- Lucius Burckhardt (1972–1997), Sozioökonom urbaner Systeme, Stadtplaner, Landschaftsplaner und Begründer der Promenadologie
- Harald Euler (1974), Psychologe
- Hildegard Feidel-Mertz (1972), Erziehungswissenschaftlerin, Professorin für Jugend- und Erwachsenenbildung
- Lothar Fischer (2005), Jurist und Richter
- Stephan Freiger (1970) Mathematik, Statistik
- Ekkehart Frieling (1982), Psychologe und Arbeitswissenschaftler
- Michael Galuske, Erziehungswissenschaftler
- Ariane Garlichs (1972–1999), Erziehungswissenschaftlerin, Professorin für Grundschulpädagogik
- Heinz Griesel (1971–2018), Mathematikdidaktiker
- Johann Georg Gsteu (1980–1992), Architekt
- Eike Hennig (1981), Politikwissenschaftler und Soziologe
- Friedrich W. Herberg (2002), Biochemiker
- Thomas Herzog (1973–1985), Architekt, Wissenschaftler
- Hartmut Hillmer (1999), Physiker, Fachgebiet Technische Elektronik
- Helmut Holzapfel (1992–1995, 1998–2015), Stadt- und Verkehrsplaner
- Gerrit Hornung (2015), Rechtswissenschaftler
- Karl H. Hörning (1973–1978), Soziologe
- Ivan Illich (1979), Philosoph und Theologe
- Detlev Ipsen (1979), Soziologe, Empiriker
- Jochem Jourdan (1980–2002), Architekt, Landschaftsplaner
- Arnold Kirsch (1922–2013), Mathematikdidaktiker
- Tom Kleffmann (1960), Theologe
- Christian Klein (* 1972), Professor für Sustainable Finance
- Werner Kleinkauf (1976–2004), Elektroingenieur, Gründer des Instituts für Solare Energieversorgungstechnik
- Kristian Köchy (2003), Philosoph, Bioethiker
- Ulrich Kutschera (1992), Pflanzenphysiologie und Evolutionstheorie, Verband Deutscher Biologen (Vdbiol) /Vorsitzender der AG Evolutionsbiologie, seit 2002; Vizepräsident Vdbiol 2004–2007
- Horst Lademacher (1979–1990), Historiker
- Ewald Langer (2002), Ökologe und Mykologe
- Peter Latz (1973), Landschaftsarchitekt und Städteplaner
- Jan Marco Leimeister (2008), Wirtschaftsinformatiker
- Eugen Mahler (1972), Psychoanalyse und Gruppendynamik, Mitgründer des Alexander-Mitscherlich-Instituts (Ehrenvorsitz[54])
- Ulrich Mayer (1995–2006), Geschichtsdidaktiker
- Meertinus Meijering (ab 1983), Biologe und Honorarprofessor
- Gernot Minke (1974), Architekt, experimenteller Lehmbau
- Aylâ Neusel (1988), Honorarprofessur, Hochschulforschung, Mitglied der Projektgruppe zur Gründung der Gesamthochschule Kassel
- Winfried Nöth (1978), Anglist, Linguist und Semiotiker
- Hans G. Nutzinger (1978), Wirtschaftswissenschaftler
- Friedrich Otto (1989), Informatiker
- Bernd Overwien (1996), Erziehungswissenschaftler, Fachgebiet für Didaktik der politischen Bildung
- Onno Poppinga (1975–2009), Agrarwissenschaftler
- Rolf-Dieter Postlep (1996), Wirtschaftswissenschaftler, 2000–2015 Präsident der Universität
- Alfred Puck (1979–1989), Ingenieur
- Gerold Rahmann (2006), Agrarwissenschaftler, Fachbereich Ökologische Agrarwissenschaften
- Brigitte A. Rollett (1971–1978), Psychologin
- Mechtild Rommel (1968–1985), Agrarwissenschaftlerin, Pflanzenzüchtung
- Alexander Roßnagel (1992), Rechtswissenschaftler
- Ralf Rummer (2018), Psychologe
- Helmut Richter (1986–1987), Architekt
- Christoph Scherrer, Politikwissenschaftler, Fachgebiet Globalisierung und Politik
- Wolfdietrich Schmied-Kowarzik (1971), Philosoph
- Helmuth Schneider (1991), Althistoriker
- Konrad Schoell (1973–1992), Romanist, Fachgebiet Französische Literaturwissenschaft
- Wolfgang Schroeder (2006), Politikwissenschaftler, Fachgebiet Politisches System der BRD – Staatlichkeit im Wandel
- Mark Schrödter, Erziehungswissenschaftler, Fachgebiet für die Pädagogik des Kindes und Jugendalters
- Rolf Schwendter (1975), Sozialwissenschaftler, Subkulturforscher und Schriftsteller
- Johannes Ernst Seiffert (1973), Philosoph und Pädagoge
- Luise Stange (1973–1993), Biologin, Fachgebiet Pflanzenphysiologie
- Otto Steidle (1979–1980), Architekt
- Matthias Söllner (2019), Wirtschaftsinformatiker
- Winfried Speitkamp (2010), Neuhistoriker
- Ulrich Teichler (1978), Soziologe und Hochschulforscher
- Werner Thole, Erziehungswissenschaftler, Fachgebiet für Erziehungswissenschaft mit dem Schwerpunkt Soziale Arbeit und außerschulische Bildung, Vorsitzender der Deutschen Gesellschaft für Erziehungswissenschaft (DGFE)
- Elisabeth Tuider (2011), Erziehungswissenschaftlerin und Soziologin
- Hartmut Vogtmann (1981–1994), ökologischer Landbau
- Ralf Wagner (2006), Betriebswirt
- Lutz Wegner (1987), Informatiker
- Hubert Weiger (1994), seit 2007 Vorsitzender des Bunds für Umwelt und Naturschutz Deutschland (BUND)
- Felix Welti (2010), Rechtswissenschaftler, Fachgebiet Sozial- und Gesundheitsrecht, Recht der Rehabilitation und Behinderung
- Friedrich Wille (1935–1992), Mathematiker
- Peter-Christian Witt (1974), Historiker
- Günter R. Witte, Biologie, Biologiedidaktiker
- Aram Ziai (2014), Politikwissenschaftler, Heisenberg-Professur für Entwicklungspolitik und Postkoloniale Studien
- Johannes Zimmermann (2018), Psychologe

### Gastdozenturen
- Reem Almannai (2018–2019), Architektin, Gastprofessorin am Entwerfen im städtebaulichen Kontext
- Safiye Can (2017), Lyrikerin, Bestsellerautorin, Dichterin der konkreten und visuellen Poesie, literarische Übersetzerin
- Florian Fischer-Almannai (2018–2019), Architekt, Gastprofessor am Entwerfen im städtebaulichen Kontext
- Tatsuya Kawahara (2021), Architekt und Vertretungsprofessor
- Ellen Krause (2021), Architektin und Vertretungsprofessorin
- Andreas Krawczyk (2016), Architekt und Vertretungsprofessor
- Tadzio Müller (um 2008), Politologe und Aktivist
- Anca Timofticiuc (2017–2019), Architektin, Gastprofessorin am Fachgebiet Architektonisches Entwerfen[55]